# Hans van Tongeren
Johannes Adrianus Maria van Tongeren, dit Hans van Tongeren, est un acteur néerlandais né le 18 janvier 1955 à Bréda et mort 25 août 1982 à Amsterdam. Il est connu pour avoir tenu le rôle principal dans Spetters, film de Paul Verhoeven sorti en 1980. 

## Biographie
Johannes Adrianus Maria van Tongeren est né le 18 janvier 1955 à Bréda, commune néerlandaise de la province du Brabant-Septentrional. Il fait ses études secondaires au Newmancollege (nl) à Bréda, d'où il sort diplômé à dix-sept ans.
En 1974, il est accepté à l'Academie voor Vrije Expressie à Utrecht. Il entre ensuite à l'école de théâtre de la Haute École des arts d'Amsterdam. C'est durant sa troisième année à l'école de théâtre d'Amsterdam, lors d'un casting avec Paul Verhoeven, qu'il décroche le rôle principal de Rien dans le film Spetters.
Il se suicide le 25 août 1982.

## Filmographie
- Spetters (1980)
- Amours de vacances (1982)